# Jacek Adamek
Jacek Adamek – polski ekonomista, dr hab. nauk ekonomicznych, profesor nadzwyczajny i kierownik Katedry Finansów i Rachunkowości Wydziału Ekonomii i Finansów Uniwersytetu Ekonomicznego we Wrocławiu.

## Życiorys
20 grudnia 1996 obronił pracę doktorską pt. Ryzyko pojedynczego zaangażowania kredytowego – możliwości minimalizacji zjawiska, 3 kwietnia 2008 habilitował się na podstawie pracy zatytułowanej Instytucje poręczeń i gwarancji kredytowych dla małych i średnich przedsiębiorstw – doświadczenia polskie i zagraniczne. Jest zatrudniony na stanowisku profesora nadzwyczajnego i kierownika w Katedrze Finansów i Rachunkowości na Wydziale Ekonomii i Finansów Uniwersytetu Ekonomicznego we Wrocławiu.